# Għaxaq
Għaxaq é um povoado da ilha de Malta em Malta.